# Polyura agrarius
Polyura agrarius är en fjärilsart som beskrevs av Swinhoe 1886. Polyura agrarius ingår i släktet Polyura och familjen praktfjärilar. Inga underarter finns listade i Catalogue of Life.